# Jorge II Gurieli
Jorge II Gurieli (en georgiano: გიორგი II გურიელი; fallecido en 1512), denominado en algunas fuentes como Jorge I Gurieli, fue príncipe de Guria, parte de la casa de Gurieli, en entre 1483 y 1512 en la actual región de Guria, en Georgia.
Jorge II Gurieli era hijo de Kajaber II Gurieli con su esposa Ana, y fue su sucesor como príncipe de Guria. En estos tiempos, el ducado era semiindependiente (producto de la disolución del reino de Georgia, que finalizó en 1491 y con ello el territorio fue elevado a principado) y el gobernante de Guria se convirtió en príncipe reinante (mtavari), nominalmente vasallo del rey de Imericia. Jorge II Gurieli permaneció más o menos leal a sus soberanos reales, Alejandro II y Bagrat III, y ostentaba el rango de Gran Maestre de la Casa (msajurt-ujutsesi) en la corte de Imericia. Alrededor de 1511, perdió ante Mzechabuk Jakeli, príncipe de Mesjetia, las provincias de Ayaria y Chaneti en el mar Negro, que su padre había ganado del predecesor de Mzechabuk. La carta de Mzechabuk, que otorga los derechos sobre el monasterio de Zarzma a la sede de Atskuri, menciona la adquisición territorial de los Gurieli.
Jorge II Gurieli murió en 1512 y le sucedió, con la bendición del rey Bagrat III, su hijo Mamia.